# Owmandān
Owmandān (persiska: اومندان, Ma‘āf-e Omandān) är en ort i Iran.   Den ligger i provinsen Gilan, i den nordvästra delen av landet, 270 km nordväst om huvudstaden Teheran. Antalet invånare är 345.
Terrängen runt Owmandān är platt. Runt Owmandān är det tätbefolkat, med 493 invånare per kvadratkilometer. Närmaste större samhälle är Ziabar, 3,3 km norr om Owmandān. Trakten runt Owmandān består till största delen av jordbruksmark.